# Legio III (Cesare)
La legio III era un'unità militare romana di epoca tardo repubblicana, che sembra sia stata formata da Gaio Giulio Cesare nell'anno di consolato del 48 a.C., come facente parte delle quattro legioni consolari (la legio I, II, III e IV). Arruolata per combattere contro Gneo Pompeo Magno, prese parte alla successiva battaglia di Farsalo.

## Storia
La legione prese parte alla guerra civile tra Cesare e Pompeo, combattendo nella battaglia di Farsalo (48 a.C.) e in quella di Munda (45 a.C.). Alla morte di Cesare la III entrò a far parte dell'esercito di Marco Antonio, uno dei membri del secondo triumvirato. La legione combatté nell'esercito opposto da Fulvia e Lucio Antonio contro Ottaviano che si arrese al futuro primo imperatore romano a Perugia, nell'inverno del 41 a.C.
Successivamente la III legione fu impiegata da Marco Antonio nella sua grande campagna partica del 36 a.C.; la III legione è l'unica formazione dell'esercito romano citata da Plutarco nella sua narrazione della campagna contenuta nella biografia di Marco Antonio.
Dopo la sconfitta definitiva di Antonio nella battaglia di Azio (31 a.C.), la legio III, venne soprannominata Gallica in onore del suo fondatore, Cesare, rimanendo attiva tra le legioni che composero il nuovo esercito romano dopo la riforma augustea: venne, quindi, posizionata in Siria a presidiarne la provincia lungo il limes orientale.